# Walter Chiles Whitaker
Walter Chiles Whitaker (8 août 1823 à Shelbyville, État de Kentucky et décédé le 9 juillet 1887 à Lyndon, État du Kentucky) fut un Major général de l'Union de l'armée de l'Union durant la Guerre de Sécession, juriste et politicien.
Il est enterré à Shelbyville.

## Avant la guerre
Walter Chiles Whitaker est diplômé de l'université de Bethany en Virginie.
Il participe à la guerre américano-mexicaine et est nommé second lieutenant dans le 3rd Kentucky Infantry le 1er octobre 1847. Il quitte le service actif le 21 juillet 1848.
Après le conflit, il reprend ses études de droit et est admis au barreau. Il devient alors avocat dans le comté de Shelby au Kentucky.
Il défend notamment la cause abolitionniste. En 1855, alors qu'il défend Jeffery Blankenship contre une accusation d'assistance à la fuite de cinq esclaves, il lui permet se s'enfuir du tribunal. À l'écart dans une pièce, alors qu'il parle des charges retenues, son client lui demande où il peut trouver de l'eau, il ouvre une fenêtre et lance : « Au Michigan ! ».
Il est élu à la chambre des représentants du Kentucky en 1861 et s'oppose farouchement à l'invasion des forces confédérées de l'État, militant pour la levée de troupes avec la présentation d'une résolution pour le rattachement du Kentucky à l'Union,.

## Guerre de Sécession
Au début du conflit, Walter Chiles Whitaker est nommé colonel du 6th Kentucky Infantry le 24 décembre 1861.
Le lieutenant-colonel Van Vleck du 78th Illinois Infantry dira de lui :
« il semble être un homme au talent remarquable et un soldat particulièrement intéressé. » Il participe à la bataille de Shiloh, au siège de Corinth et à la bataille de Stone's River mais pas la bataille de Perryville. Il est blessé lors de cette dernière bataille par un éclat d'obus à son coude gauche.
Il est nommé brigadier général des volontaires le 25 juin 1863. Il commande alors le IV corps à la bataille de Chickamauga où il participe à la défense de Snodgrass hill avec le général George Henry Thomas. Il est alors blessé au côté droit de son abdomen.
Il est blessé à la bataille de Lookout Mountain. Il participe à la campagne d'Atlanta et la bataille de Nashville. Lors de la bataille de Resaca, l'explosion d'un éclat d'obus près de sa tête cause la surdité totale de son oreille gauche.
Il est breveté major général des volontaires pour bravoure et services méritants lors de la campagne d'Atlanta le 13 mars 1865. Il quitte le service actif des volontaires le 25 août 1865.

## Après la guerre
Après le conflit, Walter Chiles Whitaker retourne au Kentucky où il dirige une grande ferme et reprend ses activités d'avocat.
Il gagne une réputation d'avocat remarquable dans des affaires criminelles. À la fin de sa vie, il fait un séjour dans une institution psychiatrique.